# Emmertal (Nordrhein-Westfalen)
Koordinaten: 51° 56′ 36″ N, 9° 14′ 15″ O

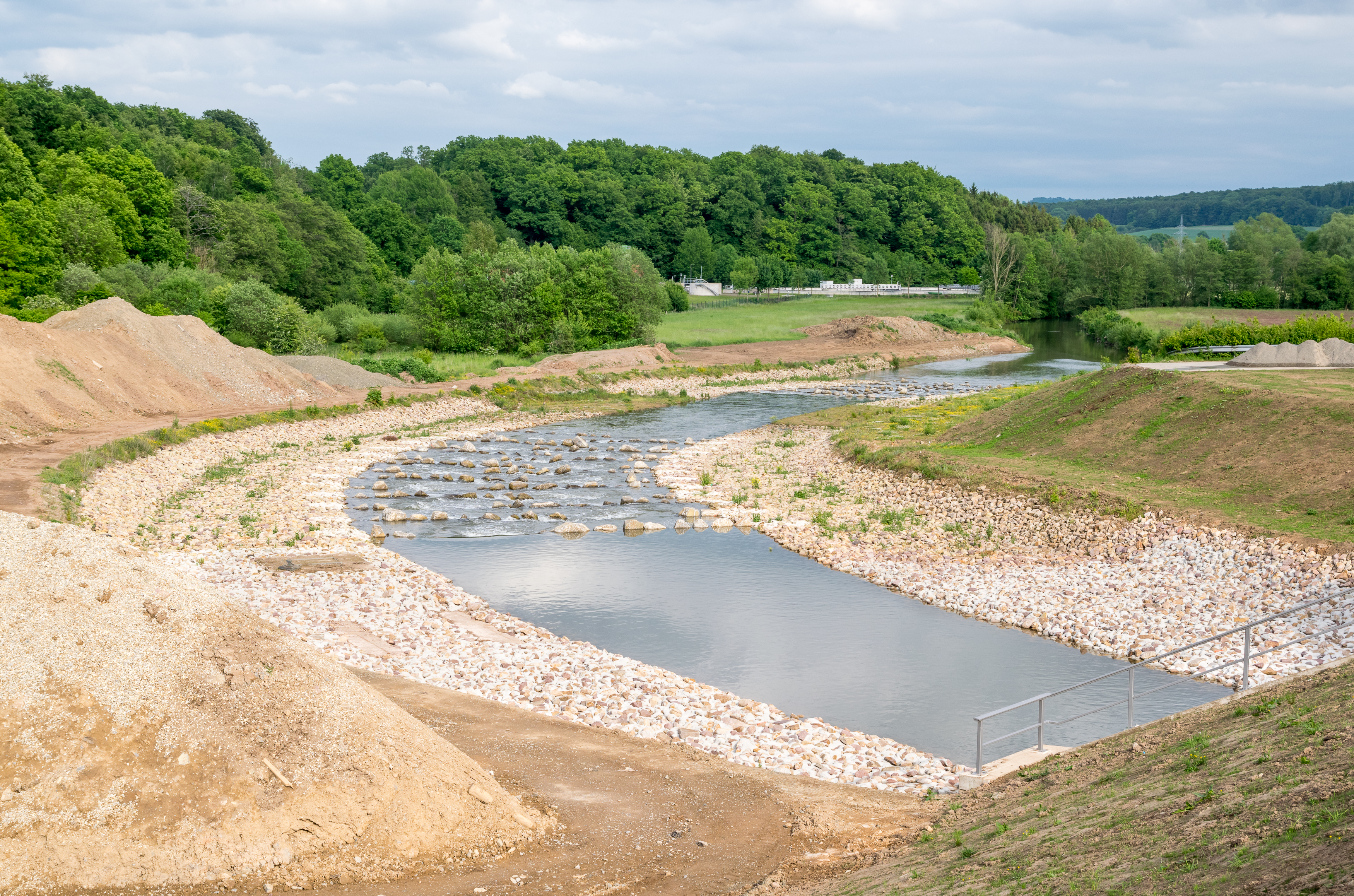
Umflut der Emmer am Schiedersee

Das Emmertal ist ein Naturschutzgebiet in den nordrhein-westfälischen Städten Lügde und Schieder-Schwalenberg im Kreis Lippe.

## Allgemeines
Das Naturschutzgebiet ist insgesamt 475 Hektar groß. Davon entfallen 393 Hektar auf den Bereich mit dem Kennzeichen LIP-021 in der Stadt Lügde und 82 Hektar auf den Bereich mit dem Kennzeichen LIP-030 in der Stadt Lügde und der Stadt Schieder-Schwalenberg. Der größte Teil des Schutzgebietes ist gleichzeitig als FFH-Gebiet „Emmertal“ ausgewiesen. Im Norden und Westen grenzt das Naturschutzgebiet an das gleichnamige Naturschutzgebiet in Niedersachsen und im Südwesten an die Naturschutzgebiete „Wälder bei Blomberg“ und „Schwalenberger Wald“.
Das Naturschutzgebiet besteht aus mehreren Teilflächen, welche sich entlang der Emmer vom Schieder See (auch Emmerstausee) bis zur Landesgrenze zu Niedersachsen bei Bad Pyrmont, einem Abschnitt des Eschenbachs, einem linken Nebenfluss der Emmer und dem nordrhein-westfälischen Abschnitt der Wörmke, einem rechten Nebenfluss der Emmer, erstrecken. Es stellt die überwiegend naturnahen Flussläufe und die Auenbereiche sowie angrenzende Flächen unter Schutz. Im Bereich der Wörmke sind auch die Unterläufe einiger Nebenbäche in das Naturschutzgebiet einbezogen. 
Das Gebiet, welches von der Biologischen Station Lippe e. V. betreut wird, steht seit 1992 unter Naturschutz. Zuständige untere Naturschutzbehörde ist der Kreis Lippe.

## Beschreibung
Die Flussläufe zeichnen sich durch ihren überwiegend naturnahen Verlauf und die Unterwasservegetation aus. Sie verfügen über Prall- und Gleithänge, natürliche Sohlgleiten, Kolke, Sand- und Kiesbänke sowie Steilufer. Die Auenbereiche der Flussläufe zeichnen sich durch ausgedehnte Grünlandbereiche aus, welche teilweise als Nass- und Feuchtgrünland ausgeprägt sind.
Im Auenbereich sind auch Flutmulden und Altarme vorhanden. Daneben sind Streuobstwiesen, Baumgruppen und Hecken zu finden. In das Naturschutzgebiet einbezogen sind auch angrenzende naturnahe Waldbereiche sowie Halbtrockenrasen in den Hanglagen.
Die Emmer, welche durch den Schieder See von ihrem Oberlauf abgetrennt ist, hat sich tief in den anstehenden Auelehm eingegraben. Feucht- und Nassgrünland kommen wegen Entwässerungsmaßnahmen in der Vergangenheit nur noch lokal vor, so z. B. im östlichen Bereich des Auebereichs zwischen Lügde und Bad Pyrmont. Der Flusslauf wird lokal von Auwaldresten begleitet. In Lügde wird die Emmer durch ein Wehr reguliert.
Die Aue der Emmer wird trotz des Stausees temporär überflutet, da dieser nur kleine Hochwasserspitzen abfangen kann.
Die Wörmke wird über weite Strecken von Ufergehölzen aus Weiden und Erlen gesäumt. Sie verläuft überwiegend naturnah, ist aber zwischen den Lügder Ortsteilen Sabbenhausen und Ratsiek begradiert. Im Oberlauf versickert das Wasser in den Schichten der oberen Muschelkalks, so dass der Flusslauf hier bei trockener Witterung teilweise nur wenig bis kein Wasser führt. 
Der Eschenbach stellt sich nur abschnittsweise als naturnahes Gewässer dar. Im unteren Abschnitt ist er überwiegend begradiert, teilweise sind Uferbefestigungen durch Steinschüttungen vorhanden. Er wird nur stellenweise von Ufergehölzen begleitet. Talsohle und Hänge werden überwiegend von Grünland- und Waldbereichen eingenommen, wobei die Waldbereiche in erster Linie aus Nadelwald bestehen.
Die Grünlandbereiche im Naturschutzgebiet werden unterschiedlich intensiv bewirtschaftet. Vereinzelt sind Ackerflächen zu finden. Durch Pflegemaßnahmen wie Beweidung und Entkusselung werden Magergrünland und Halbtrockenrasen erhalten. Dazu kommen Renaturierungs- und Sanierungsmaßnahmen sowie die Umwandlung von Ackerland zu Grünland.

## Flora und Fauna
Im Bereich des Naturschutzgebietes kommen zahlreiche Tier- und Pflanzenarten vor, darunter auch mehrere in der Rote Liste der gefährdeten Pflanzen und Tiere in Nordrhein-Westfalen aufgeführte Arten. 
So sind im Bereich der Feuchtwiesen z. B. Sumpfdotterblume und Schlangenknöterich zu finden. Die Unterwasservegetation wird vor allem von Flutendem Wasserhahnenfuß und Durchwachsenem Laichkraut gebildet. Feuchtwiesen und Flusslauf sind Lebensraum für diverse Libellen wie z. B. Gebänderte Prachtlibelle und Blauflügel-Prachtlibelle.
An Fischen kommen u. a. die gefährdeten Arten Äsche, Groppe und Bachneunauge vor, Amphibien und Reptilien sind beispielsweise mit Geburtshelferkröte und Grasfrosch sowie Zauneidechse vertreten. 
Auch für diverse Vogelarten ist das Naturschutzgebiet ein wichtiger Lebensraum. So kommen neben anderen die auf der Roten Liste verzeichneten Arten Eisvogel, Graureiher, Tafelente, Klein-, Mittel- und Schwarzspecht, Neuntöter, Habicht, Rot- und Schwarzmilan und Wespenbussard hier vor.